# Spider-Man: Mysterio's Menace
Spider-Man: Mysterio's Menace é um jogo eletrônico de 2001 baseado no personagem da Marvel Comics Homem-Aranha, de Stan Lee e Steve Ditko. É uma sequência de Spider-Man 2: Enter: Electro (2001) e Spider-Man (2000).

## Trama
O jogo começa com a esposa de Peter Parker, Mary Jane Watson, lembrando-o de comprar um novo aquário para seus peixes. Após uma reportagem, no entanto, Peter se transforma no Homem-Aranha e tenta investigar algumas atividades criminosas que acontecem em uma noite. Isso o coloca contra uma galeria de vilões desonestos, incluindo Rhino, Cabeça de Martelo, Big Wheel, Electro e Escorpião. Eles são liderados pelo antagonista titular do jogo: o Mestre da Ilusão, Mysterio. Depois de subjugar seus colegas supervilões, o Homem-Aranha derrota o próprio Mysterio na fase final. Mysterio escapa, mas deixa seu capacete para trás. Peter o traz de volta para casa para Mary Jane como seu novo aquário.

## Recepção
O jogo recebeu críticas "favoráveis" de acordo com o site de agregação de análises Metacritic. No Japão, a Famitsu deu a ele uma pontuação de todos os quatro setes para um total de 28 de 40.